# آتشفشان تال
آتشفشان تال (انگلیسی: Taal Volcano) آتشفشانی پیچیده‌است واقع در جزیره لوزون فیلیپین. تال ۳۶ بار فوران آتشفشانی داشته و دومین کوه فعال آتشفشانی در فیلیپین به‌شمار می‌آید. تمامی این فوران‌ها در جزیره آتشفشان متمرکزند که جزیره‌ای است در نزدیکی میانه دریاچه تال.
دریاچه تال بخشی از کاسه آتشفشانی کوه را دربر می‌گیرد. منظره این منطقه از سوی کوهستان تاگایتای یکی از جذاب‌ترین چشم‌اندازها را در فیلیپین دارد. این کوه و دریاچه در حدود ۵۰ کیلومتری جنوب پایتخت فیلیپین واقع شده‌اند.